# روي فيغيريدو
روي فيغيريدو هو لاعب كرة قدم برتغالي في مركز الوسط، ولد في 7 أبريل 1983 في بارسيلوس في البرتغال. لعب مع ديبورتيفو داس أيفيس ونادي جل فيسنتي ونيا سلاميس فاماغوستا.

## وصلات خارجية
- روي فيغيريدو على موقع قاعدة بيانات كرة القدم.إي يو (الإنجليزية)